# Desa Jurang (administrativ by i Indonesien, lat -7,30, long 110,17)
Desa Jurang är en administrativ by i Indonesien.   Den ligger i provinsen Jawa Tengah, i den västra delen av landet, 400 km öster om huvudstaden Jakarta.